# Clásico juninense de básquet
El clásico juninense de básquet es el encuentro que disputan Argentino y Ciclista Juninense y es considerado el clásico local. La primera edición en torneos de la AdC fue en la temporada 1999-2000 del TNA, cuando el Turco ascendió a la divisional en la que ya estaba Ciclista desde 1995. Los clubes se vienen enfrentando tanto en segunda división como en Liga Nacional y en Copa Argentina, en la cual jugaron desde 2002 hasta 2010 y se enfrentaron en algunas ediciones, dependiendo del formato. Además se enfrentan a nivel local en los torneos organizados por la Asociación Juninense de Básquetbol.
El presente anexo contiene los resultados en los enfrentamientos que estas instituciones tuvieron por los diferentes torneos de baloncesto a nivel nacional.

## Historia
El primer partido que enfrentó a estos dos clubes en el básquet a nivel nacional fue el 6 de noviembre de 1999, en el marco de la séptima fecha de la primera fase de la temporada 1999-2000 del Torneo Nacional de Ascenso. A ese encuentro llegaban ambos equipos con tres victorias y tres derrotas, y se disputó en cancha de Ciclista Juninense, el Coliseo del Boulevard. Con televisación de TyC Sports, Argentino dominó el encuentro y ganó el primer clásico que se disputó por torneos nacionales.
Un clásico destacado fue aquel que se jugó en la Liga Nacional de 2006. En esa temporada Argentino contó con un equipo de alto presupuesto mientras que Ciclista se había armado para mantener la categoría. Se avecinaba el cierre de la fase regular y Argentino marchaba en los últimos puestos de la tabla, siendo condenado a descender de manera directa, pues no había play-off por la permanencia. En la fecha 27 Argentino se salvó de descender pues Ciclista venció a un rival directo en la pelea por el descenso, Belgrano de San Nicolás, mientras que el equipo turco perdió en su visita a River Plate. Argentino, con chances de salvar la categoría, visitaba en la fecha 28 a Ciclista, que marchaba en la mitad de la tabla. Tras ir ganando gran parte del partido, a falta de pocos segundos Ciclista logró un doble, de parte de Mauro Bulchi, que llevó a que Ciclista gane el clásico y a su vez condenó matemáticamente a Argentino al descenso.
El 14 de noviembre de 2008 se disputó el último clásico en La Cúpula con victoria de Argentino 77 a 53. El partido sin embargo se jugó como un clásico más, pues la decisión del club turco de abandonar el recinto no se daría sino hasta mediados de 2009.
El 14 de septiembre de 2010 y dentro del marco de la Copa Argentina, Argentino y Ciclista quedaron emparejados en una serie eliminatoria al mejor de tres partidos. En esa llave Argentino disputaría un encuentro como local, mientras que Ciclista disputaría dos de ser necesario, sin embargo ambas instituciones decidieron trasladar los dos primeros partidos de la serie al estadio "Bastión de Belgrano" de San Martín de Junín. La organización del primer encuentro corría por parte de Argentino, pero no pudo disputarse pues el estadio no estaba adaptado a una serie de medidas nuevas impuestas por la organización del torneo, en lineamiento con la FIBA. El encuentro fue dado por ganado a Ciclista.

## Resumen
| Torneo           | PJ | Ganados por Argentino | Ganados por Ciclista |
| ---------------- | -- | --------------------- | -------------------- |
| Liga Nacional    | 8  | 6                     | 2                    |
| Segunda división | 29 | —                     | —                    |
| Copa Argentina   | 17 | 10                    | 7                    |
| Total            | 25 | 16                    | 9                    |

1. ↑  Faltan datos sobre encuentros disputados en la segunda división en 2001 y 2002. El total solo incluye la suma de encuentros por Liga Nacional y por Copa Argentina.

## Detalle
| Temp      | Torneo | Fase | Local | Resultado | Visitante | Estadio | Fecha | |
| --------- | --- | --- | --- | --- | --- | --- | --- | --- |
| 1999-2000 | TNA | Primera fase | Ciclista Juninense                                                                                                | 73-78 | Argentino (J) | El Coliseo del Boulevard                                                                                          | 6 de noviembre de 1999                                                                                            | |
| 1999-2000 | TNA | Primera fase | Argentino (J) | 79-65 | Ciclista Juninense                                                                                                | El Fortín de las Morochas                                                                                         | 19 de diciembre de 1999                                                                                           | |
| 2000-01   | TNA | Primera fase | Argentino (J) | 98-105 | Ciclista Juninense                                                                                                | El Fortín de las Morochas                                                                                         | 27 de noviembre de 2000                                                                                           | |
| 2000-01   | TNA | Primera fase | Ciclista Juninense                                                                                                | 114-115 | Argentino (J) | El Coliseo del Boulevard                                                                                          | 19 de enero de 2001                                                                                               | |
| 2000-01   | TNA | 2.° fase, TNA 1                                                                                                   | Ciclista Juninense                                                                                                | 133-116 | Argentino (J) | El Coliseo del Boulevard                                                                                          | 5 de marzo de 2001                                                                                                | |
| 2000-01   | TNA | 2.° fase, TNA 1                                                                                                   | Argentino (J) | 89-86 | Ciclista Juninense                                                                                                | El Fortín de las Morochas                                                                                         | 16 de abril de 2001                                                                                               | |
| 2001-02   | TNA | Primera fase | Ciclista Juninense                                                                                                | | Argentino (J) | El Coliseo del Boulevard                                                                                          | 11 de noviembre de 2001                                                                                           | |
| 2001-02   | TNA | Primera fase | Argentino (J) | 86-82 | Ciclista Juninense                                                                                                | El Fortín de las Morochas                                                                                         | 4 de enero de 2002                                                                                                | |
| 2001-02   | TNA | 2.° fase, TNA 1                                                                                                   | Ciclista Juninense                                                                                                | 104-98 | Argentino (J) | El Coliseo del Boulevard                                                                                          | 18 de enero de 2002                                                                                               | |
| 2001-02   | TNA | 2.° fase, TNA 1                                                                                                   | Argentino (J) | 121-92 | Ciclista Juninense                                                                                                | El Fortín de las Morochas                                                                                         | 3 de marzo de 2002                                                                                                | |
| 2002-03   | TNA | Primera fase | Ciclista Juninense                                                                                                | 83-72 | Argentino (J) | El Coliseo del Boulevard                                                                                          | 20 de octubre de 2002                                                                                             | |
| 2002-03   | TNA | Primera fase | Argentino (J) | 96-72 | Ciclista Juninense                                                                                                | El Fortín de las Morochas                                                                                         | 24 de noviembre de 2002                                                                                           | |
| 2002-03   | TNA | 2.° fase, TNA 1                                                                                                   | Ciclista Juninense                                                                                                | 80-61 | Argentino (J) | El Coliseo del Boulevard                                                                                          | 9 de enero de 2003                                                                                                | |
| 2002-03   | TNA | 2.° fase, TNA 1                                                                                                   | Argentino (J) | 90-71 | Ciclista Juninense                                                                                                | El Fortín de las Morochas                                                                                         | 28 de febrero de 2003                                                                                             | |
| 2002-03   | TNA | Play offs, cuartos de final                                                                                       | Argentino (J) | 90-77 | Ciclista Juninense                                                                                                | El Fortín de las Morochas                                                                                         | 24 de abril de 2003                                                                                               | |
| 2002-03   | TNA | Play offs, cuartos de final                                                                                       | Argentino (J) | 101-71 | Ciclista Juninense                                                                                                | El Fortín de las Morochas                                                                                         | 26 de abril de 2003                                                                                               | |
| 2002-03   | TNA | Play offs, cuartos de final                                                                                       | Ciclista Juninense                                                                                                | 85-90 | Argentino (J) | El Coliseo del Boulevard                                                                                          | 1 de mayo de 2003                                                                                                 | |
| 2003-04   | Copa Argentina | 1.° fase | Ciclista Juninense                                                                                                | 83-90 | Argentino (J) | El Coliseo del Boulevard                                                                                          | 5 de septiembre de 2003                                                                                           | |
| 2003-04   | Copa Argentina | 1.° fase | Ciclista Juninense                                                                                                | 69-82 | Argentino (J) | El Coliseo del Boulevard                                                                                          | 7 de septiembre de 2003                                                                                           | |
| 2003-04   | No hubo clásico en temporada regular porque Argentino jugó Liga Nacional (1.° división) y Ciclista jugó TNA (2.° división). | | | | | | | |
| 2004-05   | Copa Argentina | 1.° fase | Ciclista Juninense                                                                                                | 87-90 | Argentino (J) | El Coliseo del Boulevard                                                                                          | 29 de agosto de 2004                                                                                              | |
| 2004-05   | Copa Argentina | 1.° fase | Ciclista Juninense                                                                                                | 97-87 | Argentino (J) | El Coliseo del Boulevard                                                                                          | 31 de agosto de 2004                                                                                              | |
| 2004-05   | No hubo clásico en temporada regular porque Argentino jugó Liga Nacional (1.° división) y Ciclista jugó TNA (2.° división). | | | | | | | |
| 2005-06   | Copa Argentina | 2.° fase | Ciclista Juninense                                                                                                | 86-89 | Argentino (J) | El Coliseo del Boulevard                                                                                          | 16 de septiembre                                                                                                  | |
| 2005-06   | Copa Argentina | 2.° fase | Argentino (J) | 94-100 | Ciclista Juninense                                                                                                | La Cúpula | 18 de septiembre                                                                                                  | |
| 2005-06   | Liga Nacional | 2.° fase | Argentino (J) | 77-85 | Ciclista Juninense                                                                                                | La Cúpula | 11 de enero de 2006                                                                                               | |
| 2005-06   | Liga Nacional | 2.° fase | Ciclista Juninense                                                                                                | 91-90 | Argentino (J) | El Coliseo del Boulevard                                                                                          | 19 de marzo de 2006                                                                                               | |
| 2006-07   | Copa Argentina | Fase de grupos | Ciclista Juninense                                                                                                | 71-69 | Argentino (J) | El Coliseo del Boulevard                                                                                          | 10 de septiembre de 2006                                                                                          | |
| 2006-07   | Copa Argentina | Fase de grupos | Argentino (J) | 78-74 | Ciclista Juninense                                                                                                | La Cúpula | 17 de septiembre de 2006                                                                                          | |
| 2006-07   | No hubo clásico en temporada regular porque Ciclista jugó Liga Nacional (1.° división) y Argentino jugó TNA (2.° división). | | | | | | | |
| 2007-08   | Copa Argentina | Fase de grupos | Ciclista Juninense                                                                                                | 87-92 | Argentino (J) | El Coliseo del Boulevard                                                                                          | 6 de septiembre de 2007                                                                                           | |
| 2007-08   | Copa Argentina | Fase de grupos | Argentino (J) | 82-74 | Ciclista Juninense                                                                                                | La Cúpula | 16 de septiembre de 2007                                                                                          | |
| 2007-08   | TNA | Primera fase | Argentino (J) | 82-86 | Ciclista Juninense                                                                                                | La Cúpula | 19 de octubre de 2007                                                                                             | |
| 2007-08   | TNA | Primera fase | Ciclista Juninense                                                                                                | 86-81 | Argentino (J) | El Coliseo del Boulevard                                                                                          | 27 de noviembre de 2007                                                                                           | |
| 2008-09   | Copa Argentina | Fase de grupos | Argentino (J) | 62-67 | Ciclista Juninense                                                                                                | La Cúpula | 5 de septiembre                                                                                                   | |
| 2008-09   | Copa Argentina | Fase de grupos | Ciclista Juninense                                                                                                | 63-67 | Argentino (J) | El Coliseo del Boulevard                                                                                          | 11 de septiembre                                                                                                  | |
| 2008-09   | TNA | Primera fase | Argentino (J) | 77-53 | Ciclista Juninense                                                                                                | La Cúpula | 14 de noviembre de 2008                                                                                           | |
| 2008-09   | TNA | Primera fase | Ciclista Juninense                                                                                                | 77-74 | Argentino (J) | Raúl "Chuni" Merlo                                                                                                | 17 de diciembre de 2008                                                                                           | |
| 2009-10   | Copa Argentina | 1.° fase | Ciclista Juninense                                                                                                | 72-62 | Argentino (J) | Raúl "Chuni" Merlo                                                                                                | 13 de septiembre de 2009                                                                                          | |
| 2009-10   | Copa Argentina | 1.° fase | Argentino (J) | 75-68 | Ciclista Juninense                                                                                                | El Fortín de las Morochas                                                                                         | 22 de septiembre de 2009                                                                                          | |
| 2009-10   | TNA | 1.° fase | Argentino (J) | 59-41 | Ciclista Juninense                                                                                                | El Fortín de las Morochas                                                                                         | 18 de noviembre de 2009                                                                                           | |
| 2009-10   | TNA | 1.° fase | Ciclista Juninense                                                                                                | 83-77 | Argentino (J) | Raúl "Chuni" Merlo                                                                                                | 6 de enero de 2010                                                                                                | |
| 2009-10   | TNA | 2.° fase, TNA 1                                                                                                   | Argentino (J) | 74-63 | Ciclista Juninense                                                                                                | El Fortín de las Morochas                                                                                         | 17 de febrero de 2010                                                                                             | |
| 2009-10   | TNA | 2.° fase, TNA 1                                                                                                   | Ciclista Juninense                                                                                                | 70-64 | Argentino (J) | Raúl "Chuni" Merlo                                                                                                | 17 de marzo de 2010                                                                                               | |
| 2010-11   | Copa Argentina | Primera ronda | Argentino (J) | 0-2 | Ciclista Juninense                                                                                                | Estadio de San Martín (Junín)                                                                                     | 14 de septiembre de 2009                                                                                          | |
| 2010-11   | Copa Argentina | Primera ronda | Ciclista Juninense                                                                                                | 55-76 | Argentino (J) | Estadio de San Martín (Junín)                                                                                     | 17 de septiembre de 2009                                                                                          | |
| 2010-11   | Copa Argentina | Primera ronda | Ciclista Juninense                                                                                                | 51-69 | Argentino (J) | Raúl "Chuni" Merlo                                                                                                | 18 de septiembre de 2009                                                                                          | |
| 2010-11   | No hubo clásico en temporada regular porque Argentino jugó Liga Nacional (1.° división) y Ciclista jugó TNA (2.° división). | | | | | | | |
| 2011-12   | TNA | Primera fase | Argentino (J) | 88-87 | Ciclista Juninense                                                                                                | El Fortín de las Morochas                                                                                         | 3 de octubre de 2011                                                                                              | |
| 2011-12   | TNA | Primera fase | Ciclista Juninense                                                                                                | 81-77 | Argentino (J) | Raúl "Chuni" Merlo                                                                                                | 8 de enero de 2012                                                                                                | |
| 2011-12   | TNA | Segunda fase | Argentino (J) | 74-79 | Ciclista Juninense                                                                                                | El Fortín de las Morochas                                                                                         | 10 de febrero de 2012                                                                                             | |
| 2011-12   | TNA | Segunda fase | Ciclista Juninense                                                                                                | 79-76 | Argentino (J) | Raúl "Chuni" Merlo                                                                                                | 9 de marzo de 2012                                                                                                | |
| 2012-13   | No hubo clásico porque Argentino jugó Liga Nacional (1.° división) y Ciclista jugó TNA (2.° división).                      | No hubo clásico porque Argentino jugó Liga Nacional (1.° división) y Ciclista jugó TNA (2.° división).            | No hubo clásico porque Argentino jugó Liga Nacional (1.° división) y Ciclista jugó TNA (2.° división).            | No hubo clásico porque Argentino jugó Liga Nacional (1.° división) y Ciclista jugó TNA (2.° división).            | No hubo clásico porque Argentino jugó Liga Nacional (1.° división) y Ciclista jugó TNA (2.° división).            | No hubo clásico porque Argentino jugó Liga Nacional (1.° división) y Ciclista jugó TNA (2.° división).            | No hubo clásico porque Argentino jugó Liga Nacional (1.° división) y Ciclista jugó TNA (2.° división).            | |
| 2013-14   | No hubo clásico porque Argentino jugó Liga Nacional (1.° división) y Ciclista jugó TNA (2.° división).                      | No hubo clásico porque Argentino jugó Liga Nacional (1.° división) y Ciclista jugó TNA (2.° división).            | No hubo clásico porque Argentino jugó Liga Nacional (1.° división) y Ciclista jugó TNA (2.° división).            | No hubo clásico porque Argentino jugó Liga Nacional (1.° división) y Ciclista jugó TNA (2.° división).            | No hubo clásico porque Argentino jugó Liga Nacional (1.° división) y Ciclista jugó TNA (2.° división).            | No hubo clásico porque Argentino jugó Liga Nacional (1.° división) y Ciclista jugó TNA (2.° división).            | No hubo clásico porque Argentino jugó Liga Nacional (1.° división) y Ciclista jugó TNA (2.° división).            | |
| 2014-15   | Liga Nacional | Primera fase | Argentino (J) | 90-73 | Ciclista Juninense                                                                                                | El Fortín de las Morochas                                                                                         | 30 de septiembre de 2014                                                                                          | |
| 2014-15   | Liga Nacional | Primera fase | Ciclista Juninense                                                                                                | 71-79 | Argentino (J) | Raúl "Chuni" Merlo                                                                                                | 2 de octubre de 2014                                                                                              | |
| 2014-15   | Liga Nacional | Primera fase | Ciclista Juninense                                                                                                | 68-74 | Argentino (J) | Raúl "Chuni" Merlo                                                                                                | 3 de diciembre de 2014                                                                                            | |
| 2014-15   | Liga Nacional | Primera fase | Argentino (J) | 79-75 | Ciclista Juninense                                                                                                | El Fortín de las Morochas                                                                                         | 5 de diciembre de 2014                                                                                            | |
| 2014-15   | Liga Nacional | Segunda fase | Argentino (J) | 88-71 | Ciclista Juninense                                                                                                | El Fortín de las Morochas                                                                                         | 19 de abril de 2015                                                                                               | |
| 2014-15   | Liga Nacional | Segunda fase | Ciclista Juninense                                                                                                | 94-95 | Argentino (J) | Raúl "Chuni" Merlo                                                                                                | 9 de mayo de 2015                                                                                                 | |
| 2015-16   | No hubo clásico porque Argentino jugó Liga Nacional (1.° división) y Ciclista jugó TNA (2.° división).                      | No hubo clásico porque Argentino jugó Liga Nacional (1.° división) y Ciclista jugó TNA (2.° división).            | No hubo clásico porque Argentino jugó Liga Nacional (1.° división) y Ciclista jugó TNA (2.° división).            | No hubo clásico porque Argentino jugó Liga Nacional (1.° división) y Ciclista jugó TNA (2.° división).            | No hubo clásico porque Argentino jugó Liga Nacional (1.° división) y Ciclista jugó TNA (2.° división).            | No hubo clásico porque Argentino jugó Liga Nacional (1.° división) y Ciclista jugó TNA (2.° división).            | No hubo clásico porque Argentino jugó Liga Nacional (1.° división) y Ciclista jugó TNA (2.° división).            | No hubo clásico porque Argentino jugó Liga Nacional (1.° división) y Ciclista jugó TNA (2.° división).            |
| 2016-17   | No hubo clásico porque Argentino jugó Liga Nacional (1.° división) y Ciclista jugó TNA (2.° división).                      | No hubo clásico porque Argentino jugó Liga Nacional (1.° división) y Ciclista jugó TNA (2.° división).            | No hubo clásico porque Argentino jugó Liga Nacional (1.° división) y Ciclista jugó TNA (2.° división).            | No hubo clásico porque Argentino jugó Liga Nacional (1.° división) y Ciclista jugó TNA (2.° división).            | No hubo clásico porque Argentino jugó Liga Nacional (1.° división) y Ciclista jugó TNA (2.° división).            | No hubo clásico porque Argentino jugó Liga Nacional (1.° división) y Ciclista jugó TNA (2.° división).            | No hubo clásico porque Argentino jugó Liga Nacional (1.° división) y Ciclista jugó TNA (2.° división).            | No hubo clásico porque Argentino jugó Liga Nacional (1.° división) y Ciclista jugó TNA (2.° división).            |
| 2017-18   | No hubo clásico porque Argentino jugó Liga Nacional (1.° división) y Ciclista jugó Liga Argentina (2.° división).           | No hubo clásico porque Argentino jugó Liga Nacional (1.° división) y Ciclista jugó Liga Argentina (2.° división). | No hubo clásico porque Argentino jugó Liga Nacional (1.° división) y Ciclista jugó Liga Argentina (2.° división). | No hubo clásico porque Argentino jugó Liga Nacional (1.° división) y Ciclista jugó Liga Argentina (2.° división). | No hubo clásico porque Argentino jugó Liga Nacional (1.° división) y Ciclista jugó Liga Argentina (2.° división). | No hubo clásico porque Argentino jugó Liga Nacional (1.° división) y Ciclista jugó Liga Argentina (2.° división). | No hubo clásico porque Argentino jugó Liga Nacional (1.° división) y Ciclista jugó Liga Argentina (2.° división). | No hubo clásico porque Argentino jugó Liga Nacional (1.° división) y Ciclista jugó Liga Argentina (2.° división). |
| 2018-19   | No hubo clásico porque Argentino jugó Liga Nacional (1.° división) y Ciclista jugó Liga Argentina (2.° división).           | No hubo clásico porque Argentino jugó Liga Nacional (1.° división) y Ciclista jugó Liga Argentina (2.° división). | No hubo clásico porque Argentino jugó Liga Nacional (1.° división) y Ciclista jugó Liga Argentina (2.° división). | No hubo clásico porque Argentino jugó Liga Nacional (1.° división) y Ciclista jugó Liga Argentina (2.° división). | No hubo clásico porque Argentino jugó Liga Nacional (1.° división) y Ciclista jugó Liga Argentina (2.° división). | No hubo clásico porque Argentino jugó Liga Nacional (1.° división) y Ciclista jugó Liga Argentina (2.° división). | No hubo clásico porque Argentino jugó Liga Nacional (1.° división) y Ciclista jugó Liga Argentina (2.° división). | No hubo clásico porque Argentino jugó Liga Nacional (1.° división) y Ciclista jugó Liga Argentina (2.° división). |
| 2019-20   | No hubo clásico porque Argentino jugó Liga Nacional (1.° división) y Ciclista jugó Liga Argentina (2.° división).           | No hubo clásico porque Argentino jugó Liga Nacional (1.° división) y Ciclista jugó Liga Argentina (2.° división). | No hubo clásico porque Argentino jugó Liga Nacional (1.° división) y Ciclista jugó Liga Argentina (2.° división). | No hubo clásico porque Argentino jugó Liga Nacional (1.° división) y Ciclista jugó Liga Argentina (2.° división). | No hubo clásico porque Argentino jugó Liga Nacional (1.° división) y Ciclista jugó Liga Argentina (2.° división). | No hubo clásico porque Argentino jugó Liga Nacional (1.° división) y Ciclista jugó Liga Argentina (2.° división). | No hubo clásico porque Argentino jugó Liga Nacional (1.° división) y Ciclista jugó Liga Argentina (2.° división). | No hubo clásico porque Argentino jugó Liga Nacional (1.° división) y Ciclista jugó Liga Argentina (2.° división). |
| 2020-21   | No hubo clásico porque Argentino jugó Liga Nacional (1.° división) y Ciclista jugó Liga Argentina (2.° división).           | No hubo clásico porque Argentino jugó Liga Nacional (1.° división) y Ciclista jugó Liga Argentina (2.° división). | No hubo clásico porque Argentino jugó Liga Nacional (1.° división) y Ciclista jugó Liga Argentina (2.° división). | No hubo clásico porque Argentino jugó Liga Nacional (1.° división) y Ciclista jugó Liga Argentina (2.° división). | No hubo clásico porque Argentino jugó Liga Nacional (1.° división) y Ciclista jugó Liga Argentina (2.° división). | No hubo clásico porque Argentino jugó Liga Nacional (1.° división) y Ciclista jugó Liga Argentina (2.° división). | No hubo clásico porque Argentino jugó Liga Nacional (1.° división) y Ciclista jugó Liga Argentina (2.° división). | No hubo clásico porque Argentino jugó Liga Nacional (1.° división) y Ciclista jugó Liga Argentina (2.° división). |
| 2021-22   | No hubo clásico porque Argentino jugó Liga Nacional (1.° división) y Ciclista jugó Liga Argentina (2.° división).           | No hubo clásico porque Argentino jugó Liga Nacional (1.° división) y Ciclista jugó Liga Argentina (2.° división). | No hubo clásico porque Argentino jugó Liga Nacional (1.° división) y Ciclista jugó Liga Argentina (2.° división). | No hubo clásico porque Argentino jugó Liga Nacional (1.° división) y Ciclista jugó Liga Argentina (2.° división). | No hubo clásico porque Argentino jugó Liga Nacional (1.° división) y Ciclista jugó Liga Argentina (2.° división). | No hubo clásico porque Argentino jugó Liga Nacional (1.° división) y Ciclista jugó Liga Argentina (2.° división). | No hubo clásico porque Argentino jugó Liga Nacional (1.° división) y Ciclista jugó Liga Argentina (2.° división). | No hubo clásico porque Argentino jugó Liga Nacional (1.° división) y Ciclista jugó Liga Argentina (2.° división). |